# Petter Solberg
Petter Solberg, né le 18 novembre 1974 à Askim, est un pilote de rallye et de rallycross norvégien. Vainqueur de 13 rallyes en mondial, il est le champion du monde 2003, et a terminé vice-champion en 2002, 2004 et 2005. En 2014, il devient le tout premier champion du monde de rallycross, titre qu'il conserve en 2015. Il est le premier pilote champion du monde FIA dans deux disciplines différentes (rallye et rallycross).

## Biographie

### L'ascension (1995-2001)
Adolescent, Petter s'était déjà illustré dans quelques disciplines motorisées en amateur. Mais en 1995 et en 1996, il devint double-champion norvégien de Rallycross, de 1995 à 1998 quadruple champion norvégien de courses de côte, pour, en 1998 toujours, devenir champion de Norvège des rallyes, ce qui lui permit de disputer ses premières épreuves en mondial, avec Toyota : il participe aux rallye de Suède et au rallye de Grande-Bretagne 1998. Il pilote ensuite lors de quelques épreuves en 1999, à bord d'une Ford cette fois-ci, avec pour meilleur résultat une 5e place obtenue au Kenya. C'est cette même année qu'il dispute sa première course avec Phil Mills, qui restera son copilote jusqu'en juin 2010.
En 2000, il dispute encore quelques épreuves avec Ford pour acquérir finalement une 4e place au rallye de Nouvelle-Zélande, puis rejoint l'équipe avec laquelle il va se révéler au monde entier : Subaru, même s’il ne marquera plus dans les quatre épreuves disputées cette année. En 2001 pour sa première saison complète, Petter va marquer quatre fois en quatorze participations, et décrochera son premier podium, avec la deuxième position au rallye de l'Acropole, il terminera 10e du championnat.

### De succès en succès (2002-2005)

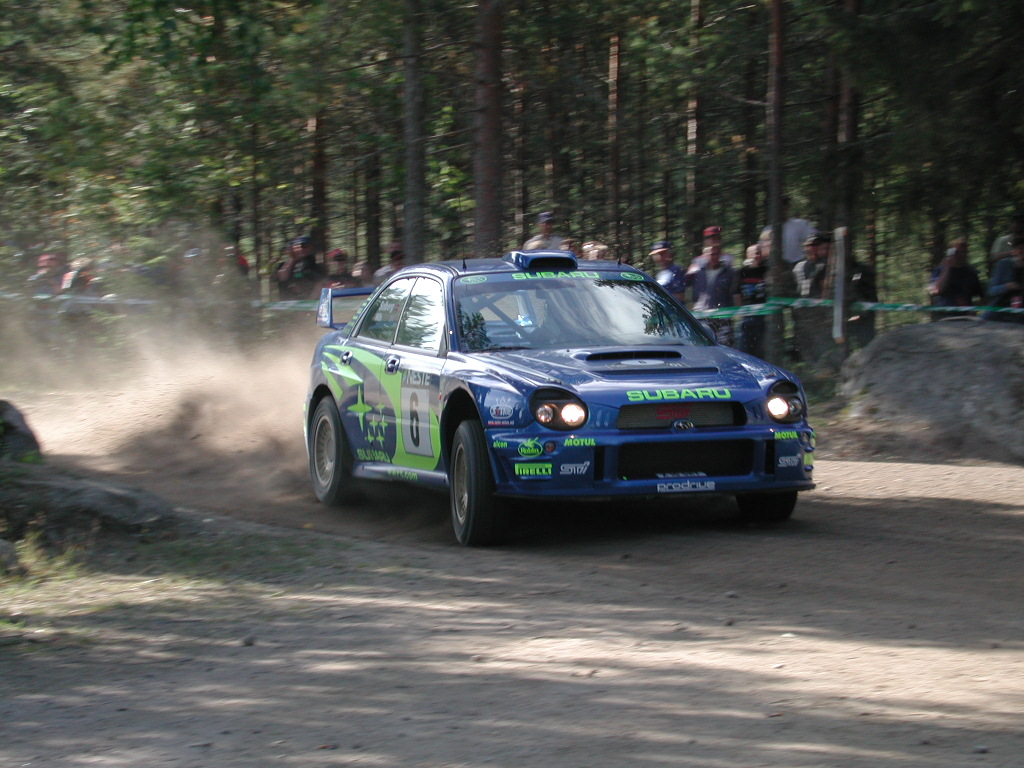
Petter au rallye de Finlande en 2001...

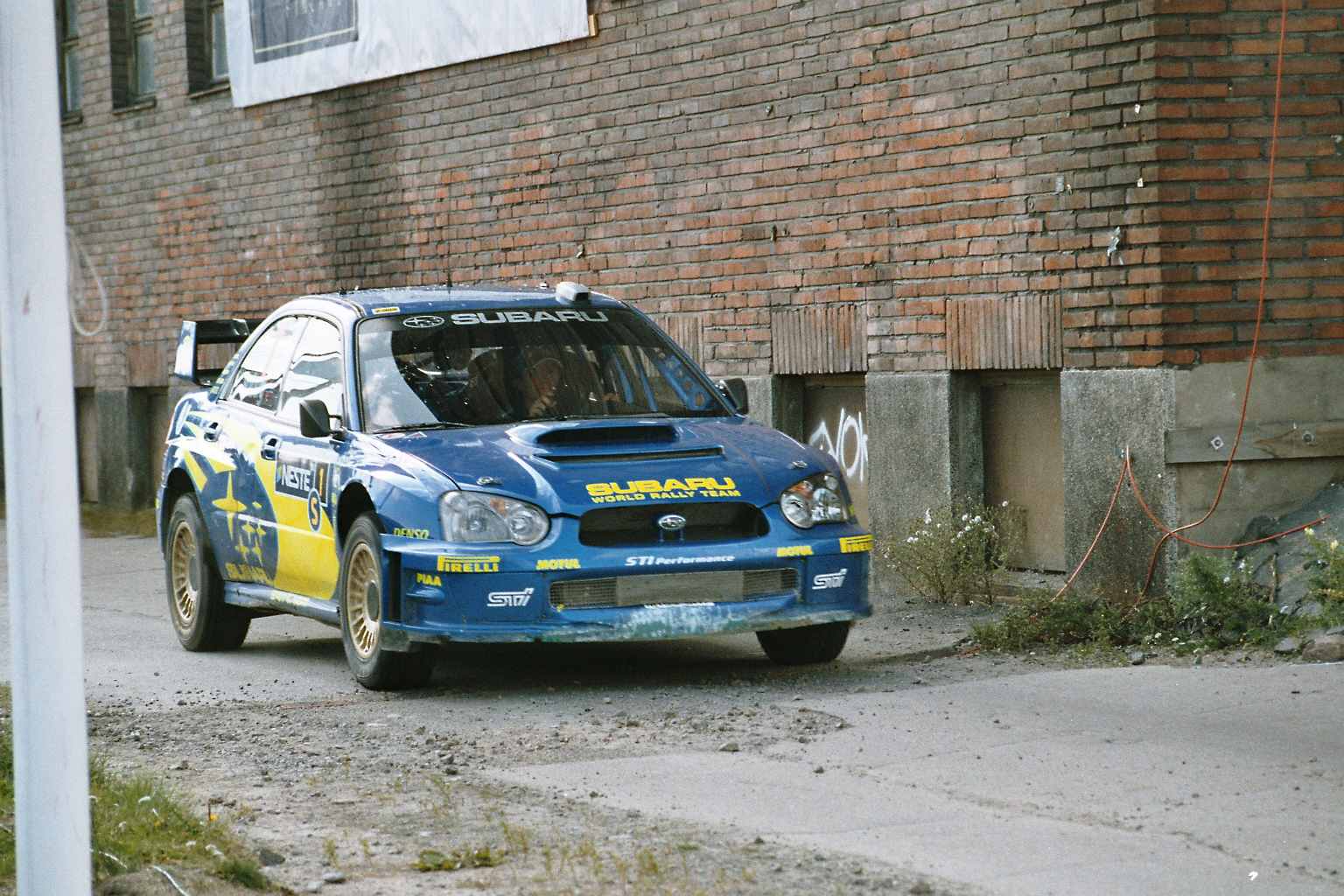
…et en 2004.

2002 sera une année plus faste en résultats. En début de saison, Petter sera accablé par de nombreux soucis, malgré une deuxième place au rallye d'Argentine. Quelques podiums suivront en cours d'année. Enfin, au rallye de Grande-Bretagne, Petter qui était classé septième du championnat, va remporter sa première victoire, et faire un bond de cinq places pour devenir vice-champion du monde, de manière inattendue.
2003 sera l'année de la consécration. La saison avait pourtant mal commencé, avec trois points inscrits et deux abandons lors des trois premières courses. Mais par la suite, il ne renoncera qu'une fois dans la saison. Lors des dix courses suivantes, il sera par sept fois sur le podium et décrochera trois victoires, dont sa première sur asphalte, qui n'est pas son terrain de prédilection. La dernière épreuve qui pouvait titrer quatre pilotes, le rallye de Grande-Bretagne, tournera vite au duel entre lui et Sébastien Loeb à la suite du forfait de Richard Burns et à la sortie de piste de Carlos Sainz. Il va y remporter sa quatrième victoire de la saison et son premier titre de champion du monde pour un seul point, devenant le premier norvégien à poser son nom dans les tablettes.
Après sept courses en 2004, Petter pointait au deuxième rang du classement général à huit points de Sébastien Loeb, et semblait donc capable de décrocher un deuxième titre. Mais trois abandons consécutifs dus à des erreurs de pilotage anéantirent ses chances. Malgré trois victoires de suite en fin de saison, il perdit son titre au profit de Loeb à deux épreuves de la fin. Néanmoins, il terminait vice-champion du monde, avec cinq victoires et 82 points, soit plus que l'année de son titre.
Le début de la saison 2005 laissait augurer d'un nouveau duel contre Loeb, mais bien vite, celui-ci prit trop d'avance, et malgré trois victoires (dont une sur tapis vert) c'est contre Marcus Grönholm pour le titre de vice-champion que Petter dut cette fois lutter, le décrochant de justesse.

### Le déclin (2006-2008)

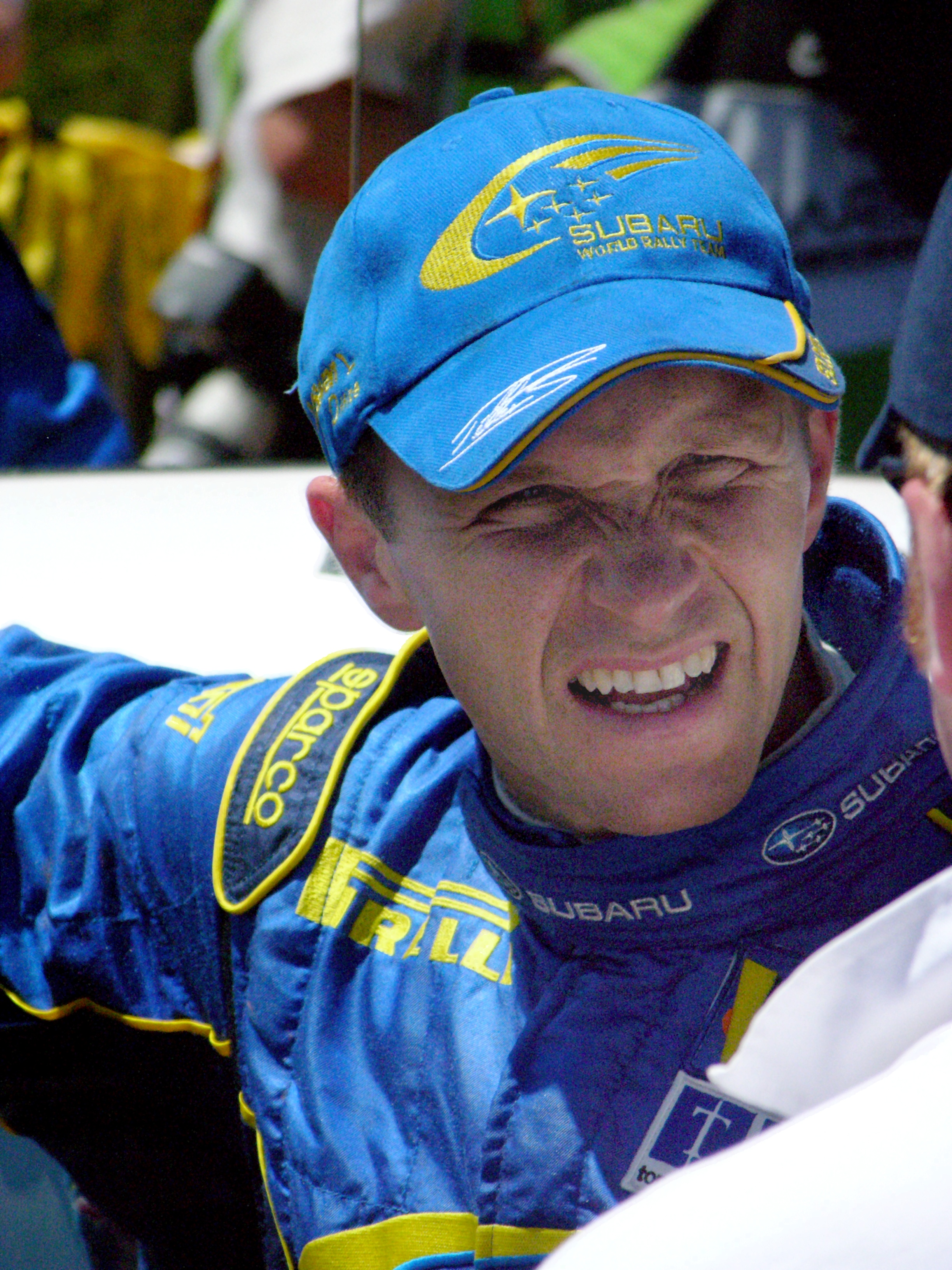
Solberg en Australie en 2006.

Mais sa place dans la hiérarchie baissa d'un cran en 2006 entre autres en raison d'une Subaru peu fiable et manquant de vitesse par rapport aux Citroën et Ford. Il annonça en juin 2006 avoir signé une prolongation de contrat avec Subaru jusqu'en 2009, mais avec 4 podiums, et plus aucune victoire, il ne termina qu'à la 6e place du championnat.
2007 ne commença pas très bien avec une 4e place comme meilleur résultat après les trois premiers rallyes de la saison, obtenue à domicile. Une nouvelle évolution de la Subaru fut annoncée pour le rallye du Mexique, et s’il termina 2e du rallye du Portugal, ce fut après disqualification des Ford. Petter se replaça parfois dans le rythme de tête lors des débuts d'épreuves mais il eut du mal à le garder durant trois jours, et lorsqu'il ne dut pas abandonner, il se classa assez mal. Malgré une solide course en Grèce à la mi-saison, il n'y eut pas d'autres podiums jusqu'à la fin de saison. Petter finit 5e du championnat.

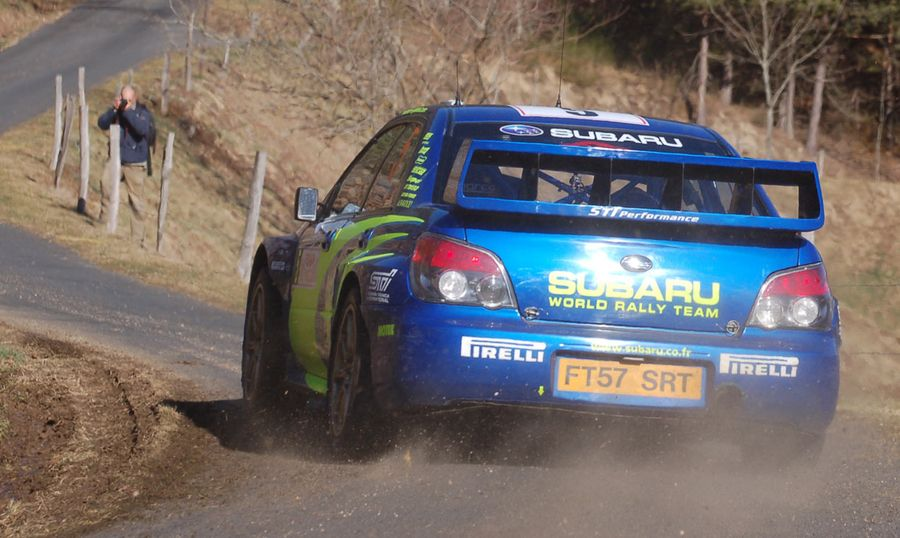
Solberg / Mills au Monte-Carlo 2008.

Petter commence la saison 2008 avec des courses prometteuses en début de week-end avant de connaitre divers soucis mécaniques. En mai, la nouvelle Impreza fait ses débuts pour le rallye de l'Acropole, et d'emblée, Petter signe une 2e place salvatrice. Il n'était plus monté sur le podium depuis ce même rallye de l'Acropole en 2007, et n'avait plus fini 2e depuis le Portugal en 2007, soit depuis plus d'un an. Il finit 6e du championnat, mais derrière son coéquipier Chris Atkinson cette fois, et avec un seul podium. Le retrait imprévu fin 2008 de Subaru du championnat du monde le laissa provisoirement sans volant.

### Challenge avec sa propre écurie (2009-2011)

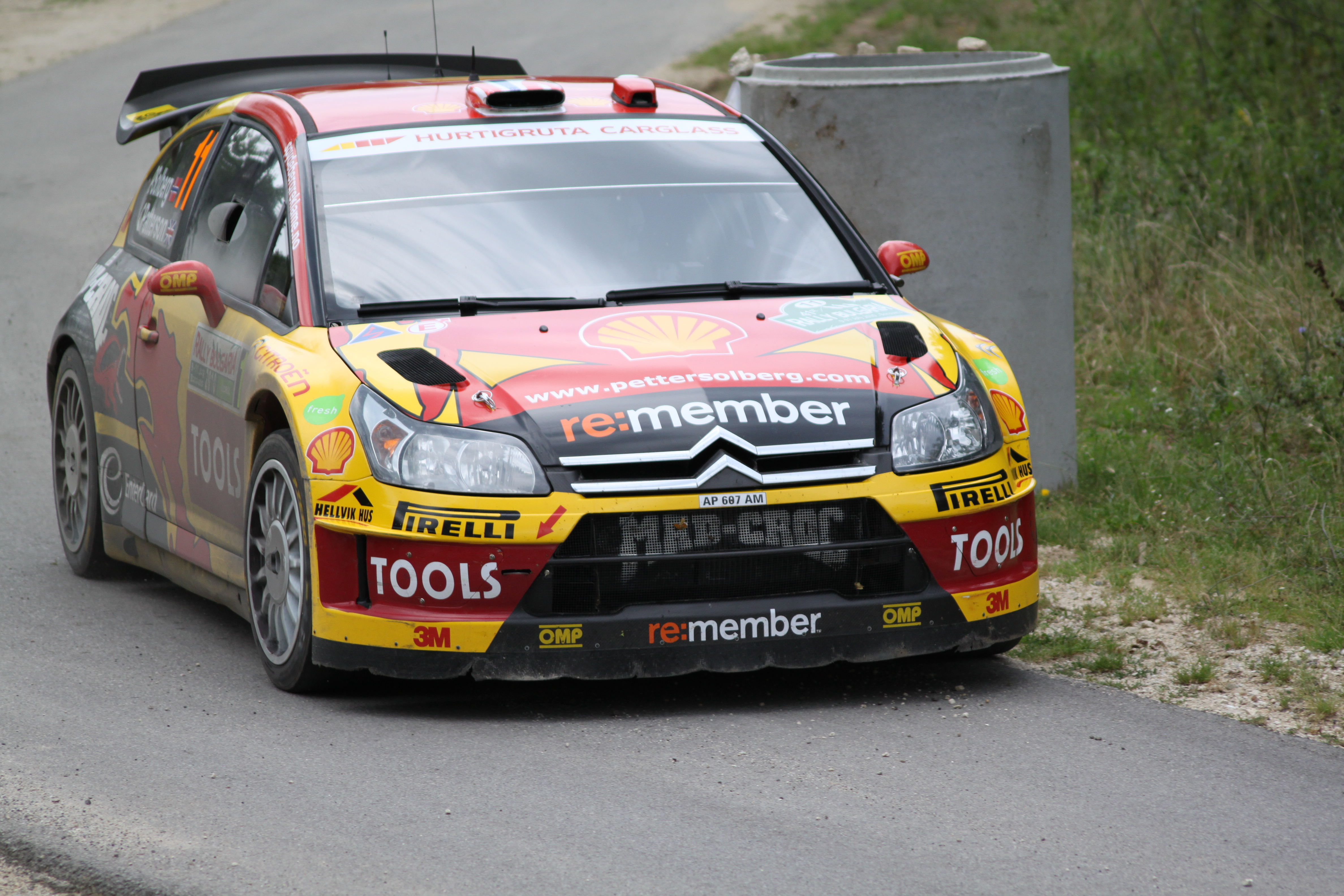
Petter au rallye de Bulgarie en 2010.

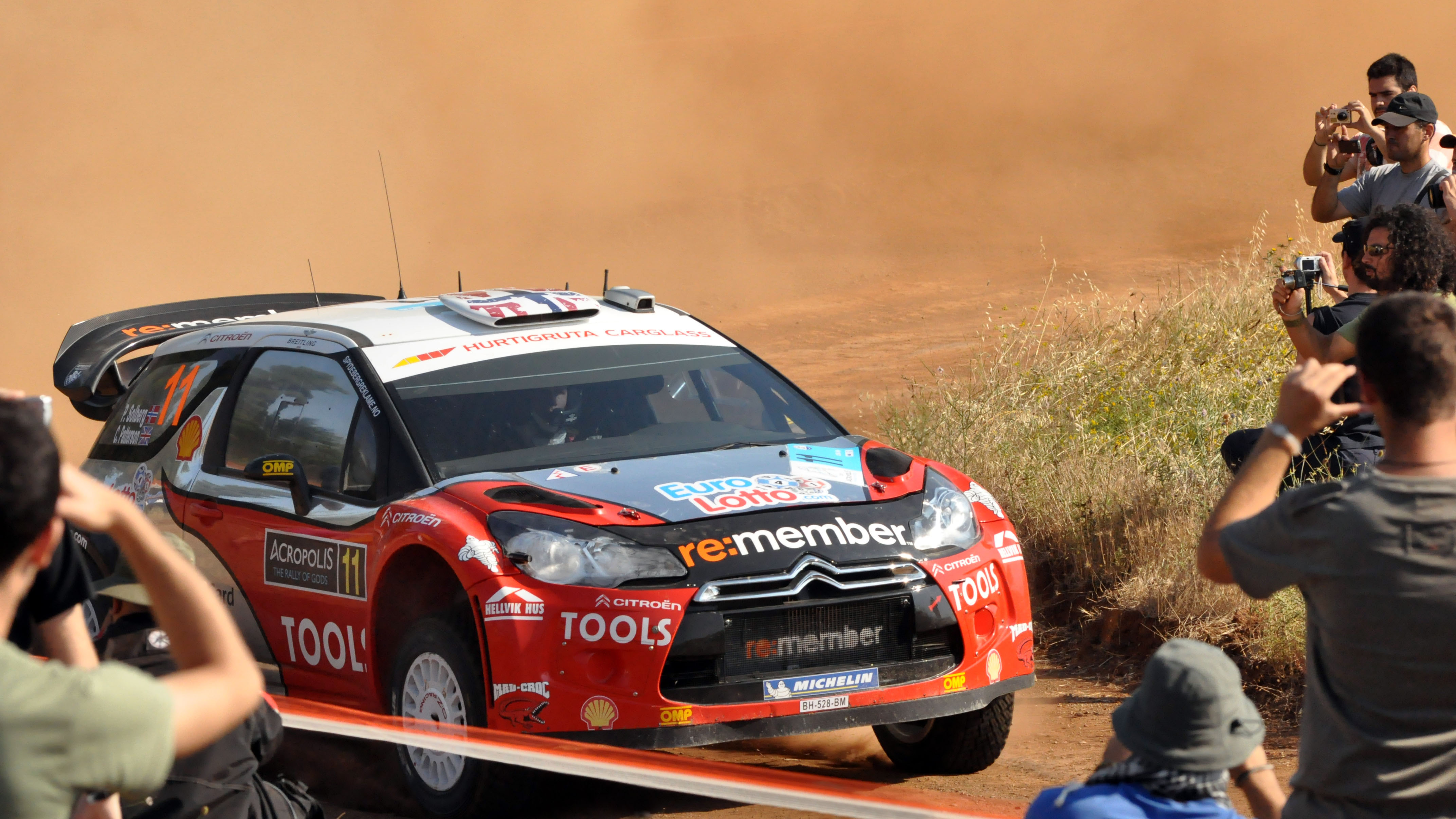
Petter Solberg au rallye de l'Acropole 2011.

En 2009, il crée sa propre écurie, Petter Solberg World Rally Team, afin de participer au championnat du monde. Faisant l'impasse sur la première course de la saison, il commencera sa saison au rallye de Norvège au volant d'une Citroën Xsara WRC 2006, où il termina 6e. Malgré une machine vieillissante, plusieurs résultats positifs vont suivre : 3e au rallye de Chypre, 4e au Portugal, puis une nouvelle 3e place en Sardaigne, à la suite d'une pénalité de Sébastien Loeb. Finalement, Citroën Racing accepte de lui louer une C4 WRC 2008 pour les deux derniers rallyes de la saison, lui permettant de terminer deux fois 4e. Il finit 5e du championnat pilotes et premier pilote non officiel.
En 2010, Petter repart pour une saison en championnat du monde des rallyes avec sa propre équipe, ayant fait l'acquisition de deux Citroën C4 WRC 2009. Il bénéficiera du soutien de Citroën Norvège. Malgré un début de saison difficile en Suède (9e), Solberg décroche trois podiums consécutifs, 2e au Mexique et en Turquie, 3e en Jordanie. À l'issue de l'épreuve turque, il est deuxième au championnat avec 53 points, soit déjà 40 points de retard sur Loeb.
En Nouvelle-Zélande, il renonce dans la dernière spéciale après avoir heurté un pylône électrique. Néanmoins, il va ensuite enchaîner huit « top 5 » dont plusieurs podiums, à commencer par une 3e place en Bulgarie. C'est d'ailleurs lors de ce rallye qu'il sera assisté pour la première fois par son nouveau copilote Chris Patterson, Phil Mills ayant décidé d'arrêter après 11 années de collaboration. Au Japon, ayant lutté pour la victoire tout le week-end et balayé la piste pour ses adversaires lors des deux dernières journées, il doit se contenter de la deuxième place à la suite d'un amortisseur cassé en fin de course alors qu'il avait occupé la tête du rallye pendant les deux tiers des spéciales. En Alsace, il terminera sur la 3e marche du podium, et enfin, 2e du rallye d'Espagne. En finissant 2e du rallye de Grande-Bretagne, il termine 3e du championnat avec 169 unités. En termes de résultats, il s'agit de sa meilleure saison depuis 5 ans.
Fatigué par ses efforts de pilote allié à ceux de patron d'équipe, il souhaite intégrer une équipe officielle en 2011 mais doit y renoncer, faute de budget. Il s'engage donc sur le premier rallye de la saison, le rallye de Suède avec sa propre équipe et une Citroën DS3 WRC mais poursuit néanmoins ses recherches de budget pour le reste de l'année. Le 24 janvier, son programme est confirmé pour l'ensemble de la saison, toujours avec Citroën. Après un début de saison en demi-teinte, il termine sur la 3e marche du podium en Italie et 4e en Argentine.
Il termine aussi 3e en Australie et en Alsace, avant d'être déclassé pour poids non conforme dans ce dernier rallye.
En 2011, il obtient une belle 5e place au classement général WRC, premier pilote privé derrière les deux pilotes officiels de Citroën et de Ford, avec 110 points.

### Retour aux sources (2012)

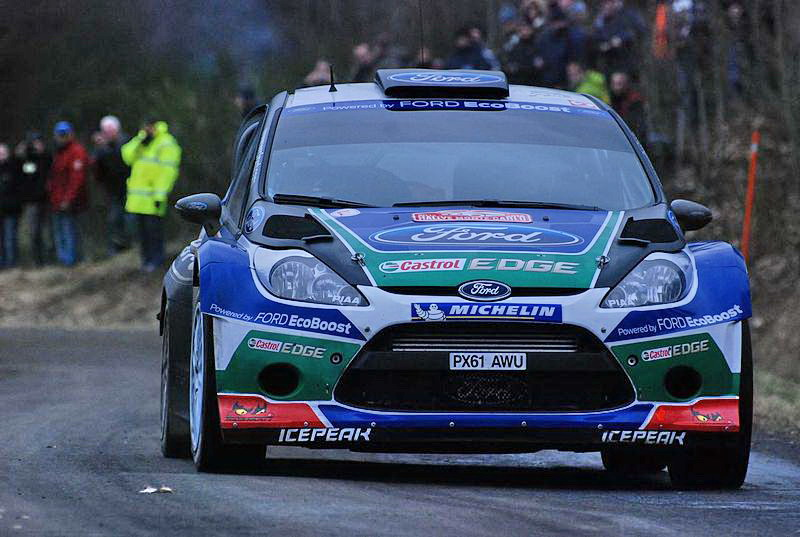
Solberg au Rallye Monte-Carlo 2012.

Ford annonce, en même temps que son réengagement en WRC jusqu'en 2013, que Solberg sera le coéquipier de Jari-Matti Latvala pour la saison 2012. Il ponctue d'un podium le premier rallye de la saison WRC, au Monte-Carlo. Il se classe ensuite 4e en Suède, 3e au Mexique, et à nouveau 3e au Portugal. Cette régularité lui permet alors de pointer à 4 points du leader Sébastien Loeb au classement du championnat du monde. Mais sa belle série s’essouffle par la suite : en Argentine, alors qu'il est en tête depuis la première spéciale, il est victime d'un bris de direction consécutif à un choc avec une pierre et termine le rallye à la 6e place. Lors du dernier jour du Rallye de l'Acropole, il est accidenté et doit abandonner. En Nouvelle-Zélande, un mauvais choix de pneus le premier jour le met d'emblée hors-jeu pour la victoire et il doit se contenter d'une 3e place à l'arrivée. Début août, il termine 4e du Rallye de Finlande, derrière son coéquipier Latvala. Au rallye de France-Alsace, alors qu'il est dans le peloton de tête, lors de la première spéciale de la seconde journée, il fait une spectaculaire sortie de route dans le vignoble alsacien, heureusement sans gravité. Cette mésaventure sonnera le glas de sa saison, mais une cuvé spéciale de gewurztraminer, vendangée dans la parcelle où a eu lieu la sortie de route, portera son nom.

### Championnat du monde de rallycross (2014 - 2018 )
Engagé pour la première saison du Championnat du monde de rallycross sur une Citroën DS3 avec son écurie-éponyme, Petter Solberg devient le tout premier lauréat de ce nouveau championnat organisé par la FIA, deux courses avant son terme,. Participant à toutes les épreuves, il gagne cinq des douze manches, dès la première proposée au Portugal (début mai), jusqu'à l'ultime épreuve en Argentine (fin novembre). Il devient avec ce titre le seul pilote champion du monde FIA dans des disciplines différentes (rallye et rallycross).
Solberg remporte également sur sa lancée la Coupe des Nations 2014, avec le champion du monde d'endurance Tom Kristensen, sous la bannière de la Scandinavie.
Pour la saison 2015, Solberg s'aligne de nouveau au volant de sa DS3 mais contrairement à l'année 2014, il doit attendre la dernière course du championnat en Argentine pour être titré au championnat pilotes. La dernière séance du week-end étant même annulée pour faute de retards. Le titre constructeur est quant à lui remporté par Peugeot.

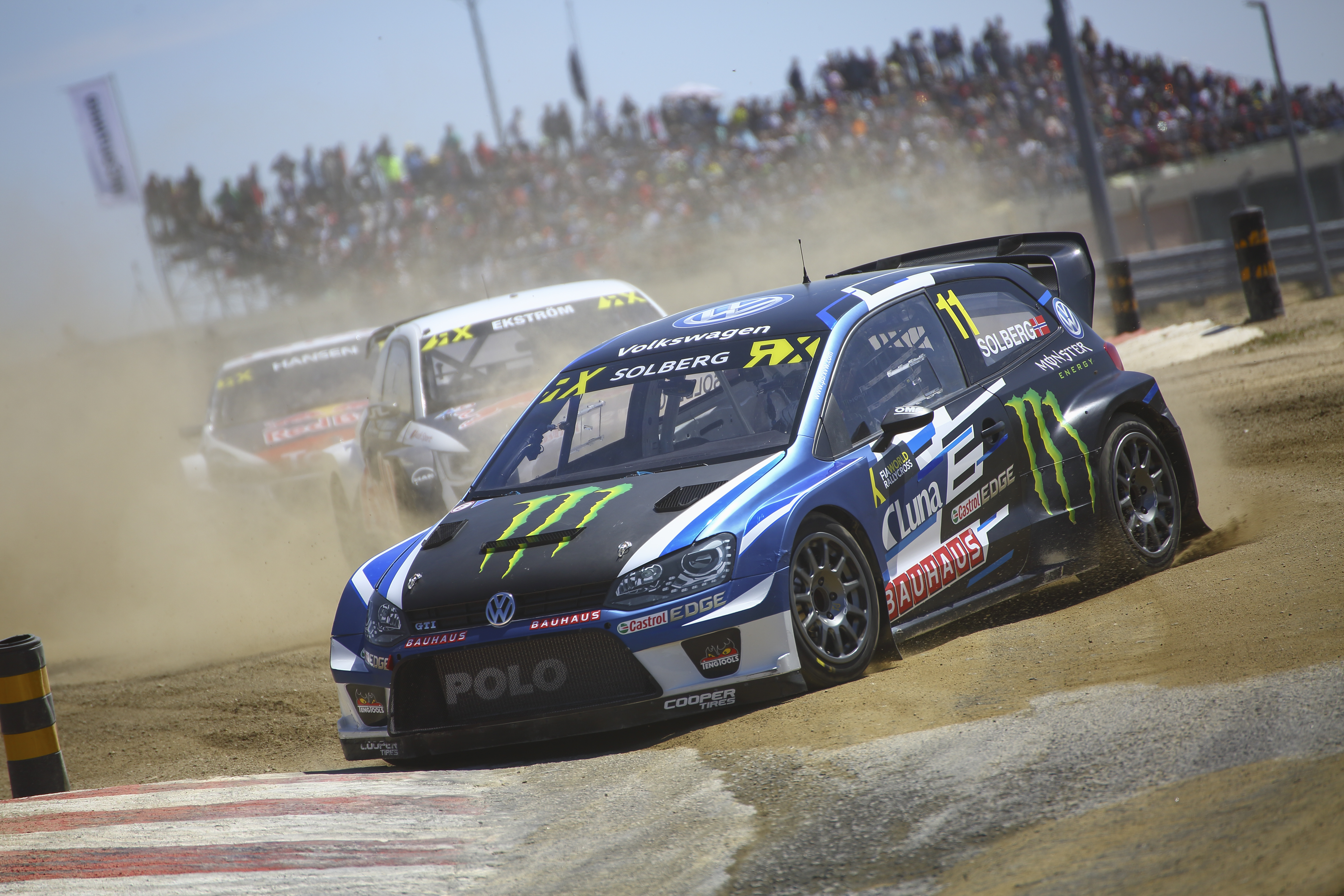
La Volkswagen Polo GTI de Petter Solberg en 2017

Après tractations dans l'inter-saison avec plusieurs équipes, il poursuit son engagement en World RX en 2016 au volant de la DS 3 Supercar. Il termine la saison à la quatrième place, après avoir été en lutte pour le titre une majeure partie de la saison.
Il annonce début 2017 avoir reçu le soutien officiel de Volkswagen Motorsport et pilotera une Volkswagen Polo dérivée du WRC. Son équipe et son coéquipier Johan Kristoffersson sont sacrés champion du monde en Lettonie, deux courses avant la fin du championnat. Solberg quant à lui est victime d'un accident au premier virage de la finale qui le contraint à être évacué à l’hôpital pour y être opéré d'une fracture de la clavicule et de cotes. Il réussit néanmoins à prendre le départ quinze jours plus tard de la course en Allemagne et y termine à la quatrième place. Il termine la saison à la troisième place.

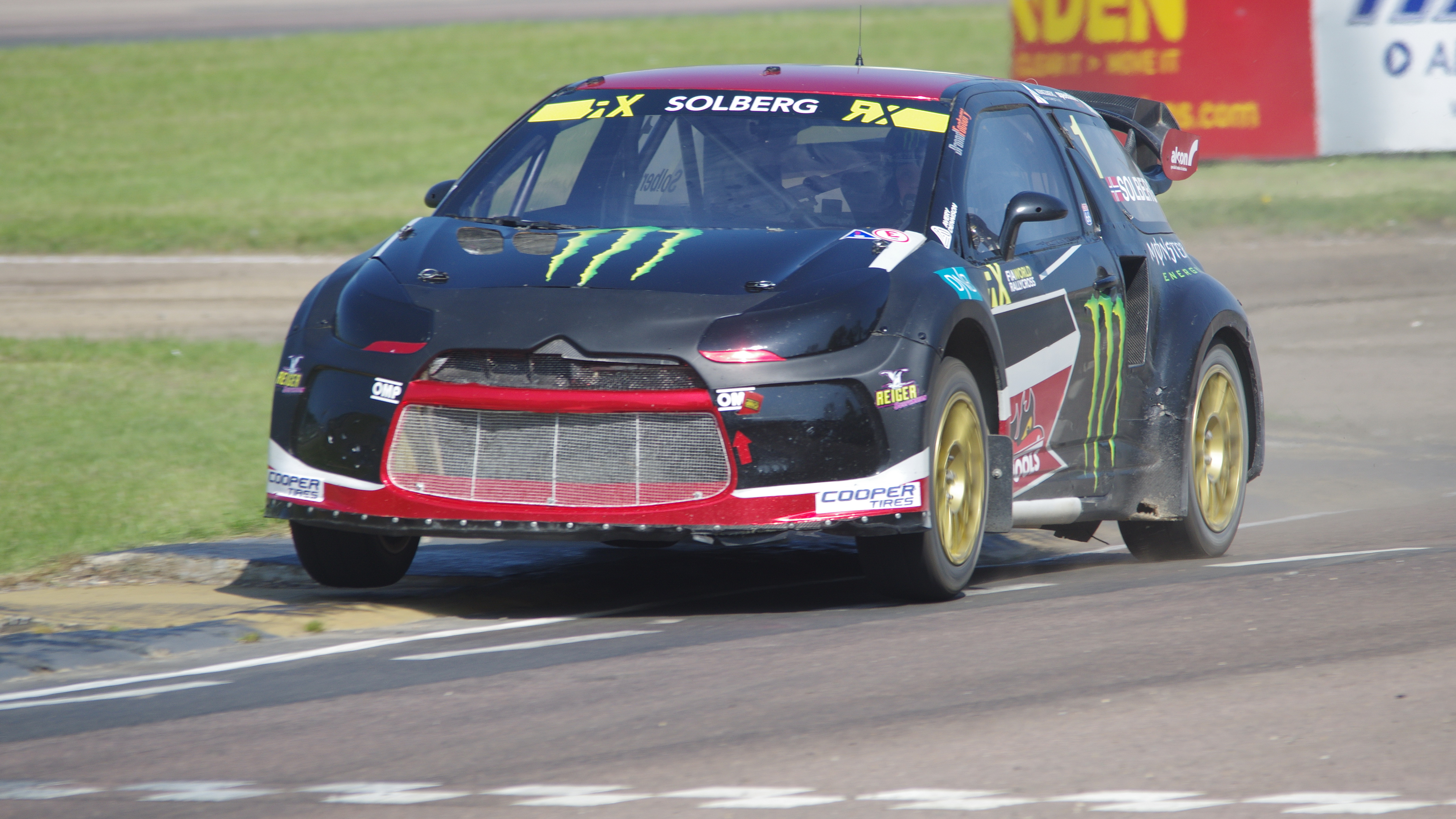
La DS 3 Supercar de Petter Solberg pour le championnat du monde de rallycross 2016

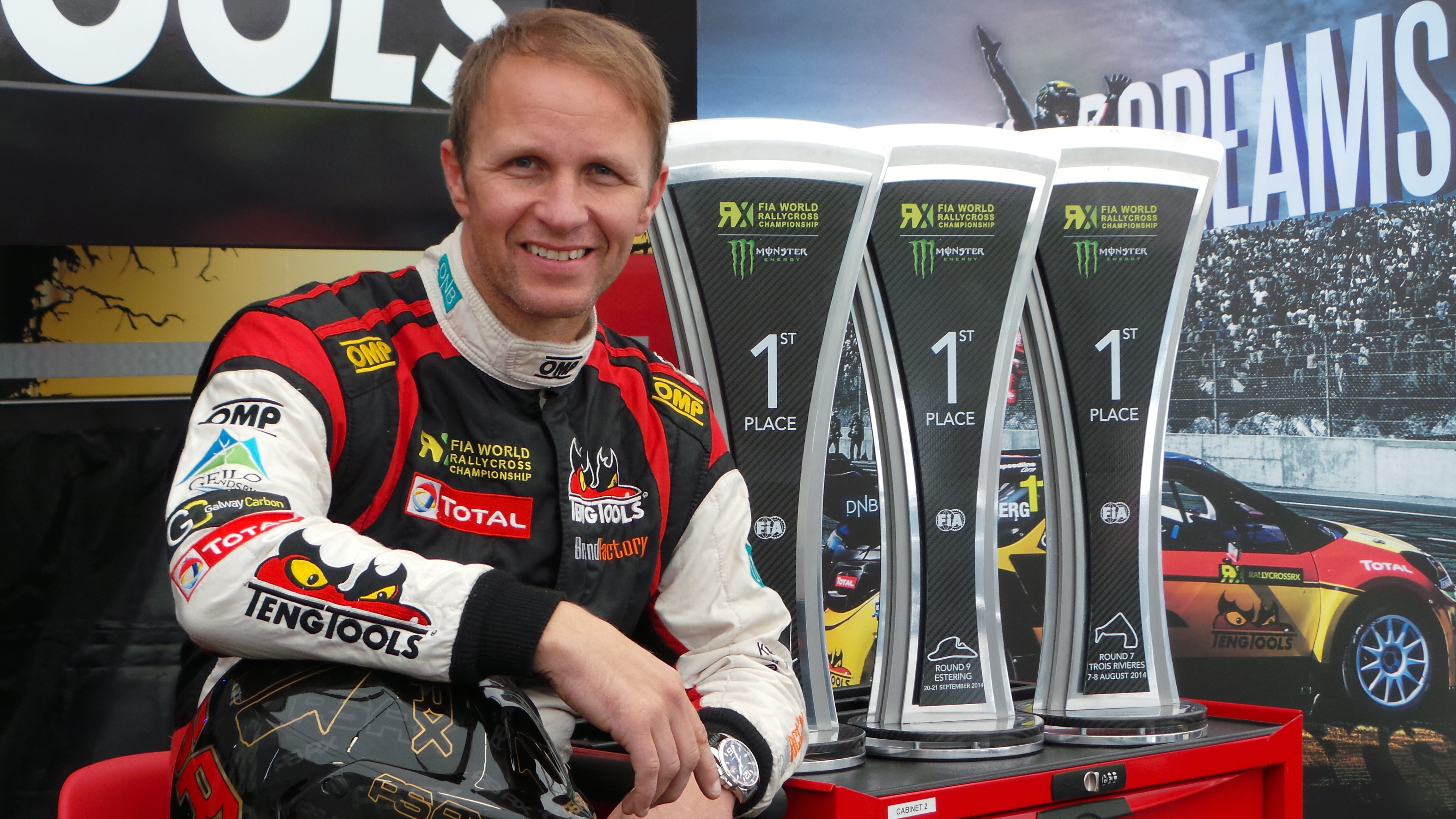
Petter Solberg en 2014, près de plusieurs de ses trophées gagnés lors de la saison 2014 du World RX

## Palmarès

### Titres
| Saison | Titre                                       | Voiture                       |
| ------ | ------------------------------------------- | ----------------------------- |
| 1998   | Champion de Norvège des rallyes du Groupe A | Toyota Celica GT-Four (ST205) |
| 2002   | Vice-Champion du monde des rallyes          | Subaru Impreza WRC 2002       |
| 2003   | Champion du monde des rallyes               | Subaru Impreza WRC 2003       |
| 2004   | Vice-Champion du monde des rallyes          | Subaru Impreza WRC 2004       |
| 2005   | Vice-Champion du monde des rallyes          | Subaru Impreza WRC 2005       |
| 2014   | Champion du monde de rallycross             | PSRX Citroën DS3 Supercar     |
| 2015   | Champion du monde de rallycross             | PSRX Citroën DS3 Supercar     |

### Victoires en rallye

#### Victoires en championnat du monde des Rallyes
| #  | Saison | Rallye                         | Pays             | Copilote    | Voiture                 |
| -- | ------ | ------------------------------ | ---------------- | ----------- | ----------------------- |
| 1  | 2002   | 58e Rallye de Grande-Bretagne  | Royaume-Uni      | Phill Mills | Subaru Impreza WRC 2002 |
| 2  | 2003   | 31e Rallye de Chypre           | Chypre           | Phill Mills | Subaru Impreza WRC 2003 |
| 3  | 2003   | 16e Rallye d'Australie         | Australie        | Phill Mills | Subaru Impreza WRC 2003 |
| 4  | 2003   | 47e Tour de Corse              | France           | Phill Mills | Subaru Impreza WRC 2003 |
| 5  | 2003   | 59e Rallye de Grande-Bretagne  | Royaume-Uni      | Phill Mills | Subaru Impreza WRC 2003 |
| 6  | 2004   | 34e Rallye de Nouvelle-Zélande | Nouvelle-Zélande | Phill Mills | Subaru Impreza WRC 2004 |
| 7  | 2004   | 51e Rallye de l'Acropole       | Grèce            | Phill Mills | Subaru Impreza WRC 2004 |
| 8  | 2004   | 4e Rallye du Japon             | Japon            | Phill Mills | Subaru Impreza WRC 2004 |
| 9  | 2004   | 60e Rallye de Grande-Bretagne  | Royaume-Uni      | Phill Mills | Subaru Impreza WRC 2004 |
| 10 | 2004   | 1er Rallye de Sardaigne        | Italie           | Phill Mills | Subaru Impreza WRC 2004 |
| 11 | 2005   | 54e Rallye de Suède            | Suède            | Phill Mills | Subaru Impreza WRC 2004 |
| 12 | 2005   | 19e Rallye du Mexique          | Mexique          | Phill Mills | Subaru Impreza WRC 2005 |
| 13 | 2005   | 61e Rallye de Grande-Bretagne  | Royaume-Uni      | Phill Mills | Subaru Impreza WRC 2005 |

#### Autres victoires en rallye
| # | Saison | Rallye             | Pays    | Copilote    | Voiture        |
| - | ------ | ------------------ | ------- | ----------- | -------------- |
| 1 | 2010   | Finnskogsvalsen    | Suède   | Phill Mills | Citroën C4 WRC |
| 2 | 2010   | Svully Rally Dahbi | Norvège | Phill Mills | Citroën C4 WRC |

### Records en championnat du monde des rallyes
- Champion avec le plus petit écart de point : 1 pt d'avance au championnat du monde 2003 sur Sébastien Loeb (72 pts contre 71 pts)

### Résultats détaillés en championnat du monde des rallyes
| Saison | Rallye | Rallye | Rallye | Rallye | Rallye | Rallye | Rallye | Rallye | Rallye | Rallye | Rallye | Rallye | Rallye | Rallye | Rallye | Rallye | Points | Classement final |
| ------ | ------ | ------ | ------ | ------ | ------ | ------ | ------ | ------ | ------ | ------ | ------ | ------ | ------ | ------ | ------ | ------ | ------ | ---------------- |
| 1998   | MON    | SWE    | KEN    | POR    | ESP    | FRA    | ARG    | GRE    | NZL    | FIN    | INA    | ITA    | AUS    | GBR    |        |        | 0      | -                |
| 1998   | -      | 16e    | -      | -      | -      | -      | -      | -      | -      | -      | An.    | -      | -      | Ab.    |        |        | 0      | -                |
|        |        |        |        |        |        |        |        |        |        |        |        |        |        |        |        |        |        |                  |
| 1999   | MON    | SWE    | KEN    | POR    | ESP    | FRA    | ARG    | GRE    | NZL    | FIN    | CHN    | ITA    | AUS    | GBR    |        |        | 2      | 19e              |
| 1999   | -      | 11e    | 5e     | 11e    | -      | -      | -      | -      | -      | 12e    | -      | 27e    | -      | 9e     |        |        | 2      | 19e              |
|        |        |        |        |        |        |        |        |        |        |        |        |        |        |        |        |        |        |                  |
| 2000   | MON    | SWE    | KEN    | POR    | ESP    | ARG    | GRE    | NZL    | FIN    | CYP    | FRA    | ITA    | AUS    | GBR    |        |        | 6      | 10e              |
| 2000   | -      | -      | 5e     | Ab.    | -      | 6e     | Ab.    | 4e     | Ab.    | -      | Ab.    | 9e     | Ab.    | Ab.    |        |        | 6      | 10e              |
|        |        |        |        |        |        |        |        |        |        |        |        |        |        |        |        |        |        |                  |
| 2001   | MON    | SWE    | POR    | ESP    | ARG    | CYP    | GRE    | KEN    | FIN    | NZL    | ITA    | FRA    | AUS    | GBR    |        |        | 11     | 10e              |
| 2001   | Ab.    | 6e     | Ab.    | Ab.    | 5e     | Ab.    | 2e     | Ab.    | 7e     | 7e     | 9e     | 5e     | 7e     | Ab.    |        |        | 11     | 10e              |
|        |        |        |        |        |        |        |        |        |        |        |        |        |        |        |        |        |        |                  |
| 2002   | MON    | SWE    | FRA    | ESP    | CYP    | ARG    | GRE    | KEN    | FIN    | GER    | ITA    | NZL    | AUS    | GBR    |        |        | 37     | 2e               |
| 2002   | 6e     | Ab.    | 5e     | 5e     | 5e     | 2e     | 5e     | Ab.    | 3e     | Ab.    | 3e     | Ab.    | 3e     | 1er    |        |        | 37     | 2e               |
|        |        |        |        |        |        |        |        |        |        |        |        |        |        |        |        |        |        |                  |
| 2003   | MON    | SWE    | TUR    | NZL    | ARG    | GRE    | CYP    | GER    | FIN    | AUS    | ITA    | FRA    | ESP    | GBR    |        |        | 72     | 1er              |
| 2003   | Ab.    | 6e     | Ab.    | 3e     | 5e     | 3e     | 1er    | 8e     | 2e     | 1er    | Ab.    | 1er    | 5e     | 1er    |        |        | 72     | 1er              |
|        |        |        |        |        |        |        |        |        |        |        |        |        |        |        |        |        |        |                  |
| 2004   | MON    | SWE    | MEX    | NZL    | CYP    | GRE    | TUR    | ARG    | FIN    | GER    | JPN    | GBR    | ITA    | FRA    | ESP    | AUS    | 82     | 2e               |
| 2004   | 7e     | 3e     | 4e     | 1er    | 4e     | 1er    | 3e     | Ab.    | Ab.    | Ab.    | 1er    | 1er    | 1er    | 5e     | 5e     | Ab.    | 82     | 2e               |
|        |        |        |        |        |        |        |        |        |        |        |        |        |        |        |        |        |        |                  |
| 2005   | MON    | SWE    | MEX    | NZL    | ITA    | CYP    | TUR    | GRE    | ARG    | FIN    | GER    | GBR    | JPN    | FRA    | ESP    | AUS    | 71     | 2e               |
| 2005   | Ab.    | 1er    | 1er    | 3e     | 2e     | Ab.    | 2e     | 9e     | 3e     | 4e     | 7e     | 1er    | Ab.    | 3e     | 13e    | Ab.    | 71     | 2e               |
|        |        |        |        |        |        |        |        |        |        |        |        |        |        |        |        |        |        |                  |
| 2006   | MON    | SWE    | MEX    | ESP    | FRA    | ARG    | ITA    | GRE    | GER    | FIN    | JPN    | CYP    | TUR    | AUS    | NZL    | GBR    | 40     | 6e               |
| 2006   | Ab.    | Dq.    | 2e     | 7e     | 11e    | 2e     | 9e     | 7e     | Ab.    | Ab.    | 7e     | 8e     | 13e    | 2e     | 6e     | 3e     | 40     | 6e               |
|        |        |        |        |        |        |        |        |        |        |        |        |        |        |        |        |        |        |                  |
| 2007   | MON    | SWE    | NOR    | MEX    | POR    | ARG    | ITA    | GRE    | FIN    | GER    | NZL    | ESP    | FRA    | JPN    | IRL    | GBR    | 47     | 5e               |
| 2007   | 6e     | Ab.    | 4e     | Ab.    | 2e     | Ab.    | 5e     | 3e     | Ab.    | 6e     | 7e     | 6e     | 5e     | 16e    | 5e     | 4e     | 47     | 5e               |
|        |        |        |        |        |        |        |        |        |        |        |        |        |        |        |        |        |        |                  |
| 2008   | MON    | SWE    | MEX    | ARG    | JOR    | ITA    | GRE    | TUR    | FIN    | GER    | NZL    | ESP    | FRA    | JPN    | GBR    |        | 46     | 6e               |
| 2008   | 5e     | 4e     | 11e    | Ab.    | Ab.    | 10e    | 2e     | 6e     | 6e     | 5e     | 4e     | 5e     | 5e     | 8e     | 4e     |        | 46     | 6e               |
|        |        |        |        |        |        |        |        |        |        |        |        |        |        |        |        |        |        |                  |
| 2009   | IRL    | NOR    | CYP    | POR    | ARG    | ITA    | GRE    | POL    | FIN    | AUS    | ESP    | GBR    |        |        |        |        | 35     | 5e               |
| 2009   | -      | 6e     | 3e     | 4e     | Ab.    | 3e     | Ab.    | 4e     | Ab.    | -      | 4e     | 4e     |        |        |        |        | 35     | 5e               |
|        |        |        |        |        |        |        |        |        |        |        |        |        |        |        |        |        |        |                  |
| 2010   | SWE    | MEX    | JOR    | TUR    | NZL    | POR    | BUL    | FIN    | GER    | JPN    | FRA    | ESP    | GBR    |        |        |        | 169    | 3e               |
| 2010   | 9e     | 2e     | 3e     | 2e     | Ab.    | 5e     | 3e     | 4e     | 5e     | 2e     | 3e     | 2e     | 2e     |        |        |        | 169    | 3e               |
|        |        |        |        |        |        |        |        |        |        |        |        |        |        |        |        |        |        |                  |
| 2011   | SWE    | MEX    | POR    | JOR    | ITA    | ARG    | GRE    | FIN    | GER    | AUS    | FRA    | ESP    | GBR    |        |        |        | 110    | 5e               |
| 2011   | 5e     | 4e     | 6e     | Ab.    | 3e     | 4e     | 4e     | 5e     | 5e     | 3e     | Dq.    | Ab.    | Ab.    |        |        |        | 110    | 5e               |
|        |        |        |        |        |        |        |        |        |        |        |        |        |        |        |        |        |        |                  |
| 2012   | MON    | SWE    | MEX    | POR    | ARG    | GRE    | NZL    | FIN    | GER    | GBR    | FRA    | ITA    | ESP    |        |        |        | 124    | 5e               |
| 2012   | 3e     | 4e     | 3e     | 3e     | 6e     | Ab.    | 3e     | 4e     | 12e    | 3e     | 26e    | 9e     | 11e    |        |        |        | 124    | 5e               |

### Résultats complets en championnat du monde des rallyes
| Saison | Équipe              | Départs | Victoires | Podiums | Abandons | Points | Classement final |
| ------ | ------------------- | ------- | --------- | ------- | -------- | ------ | ---------------- |
| 1998   | Privé               | 2       | 0         | 0       | 1        | 0      | -                |
| 1999   | Privé, Ford         | 6       | 0         | 0       | 0        | 2      | 19e              |
| 2000   | Privé, Ford, Subaru | 10      | 0         | 0       | 6        | 6      | 10e              |
| 2001   | Subaru              | 14      | 0         | 1       | 6        | 11     | 10e              |
| 2002   | Subaru              | 14      | 1         | 5       | 4        | 37     | 2e               |
| 2003   | Subaru              | 14      | 4         | 7       | 3        | 72     | Champion         |
| 2004   | Subaru              | 16      | 5         | 7       | 4        | 82     | 2e               |
| 2005   | Subaru              | 16      | 3         | 8       | 4        | 71     | 2e               |
| 2006   | Subaru              | 16      | 0         | 4       | 4        | 40     | 6e               |
| 2007   | Subaru              | 16      | 0         | 2       | 4        | 47     | 5e               |
| 2008   | Subaru              | 15      | 0         | 1       | 2        | 46     | 6e               |
| 2009   | Privé               | 10      | 0         | 2       | 3        | 35     | 5e               |
| 2010   | Privé               | 13      | 0         | 8       | 1        | 169    | 3e               |
| 2011   | Privé               | 13      | 0         | 2       | 3        | 110    | 5e               |
| 2012   | Ford                | 13      | 0         | 5       | 1        | 124    | 5e               |
| Total  |                     | 188     | 13        | 52      | 46       | 852    | 1 titre          |

### Autres victoires en rallye
- 1998: Rallye Finnskog Norway en ERC, avec son compatriote Egil Solstad sur Toyota Celica GT-Four;
- De 1997 à 1998: 4 victoires en championnat de Norvège (Østfold, Snofresern, rallye de Norvège, et Trondelag);
- 2011: Mémorial Attilio Bettega (Italie);
- 2013: Rallye de Suède "Historic".
  - également 2e du Rallye du Liban en 1998, sur Toyota Celica GT4 (cette fois avec son autre compatriote Cato Menkerud).

### Résultats en rallycross

#### Championnat du monde de rallycross
| Année | Équipe                 | Voiture             | 1     | 2     | 3     | 4      | 5     | 6     | 7     | 8     | 9      | 10     | 11    | 12     |       | WRX | Points |
| ----- | ---------------------- | ------------------- | ----- | ----- | ----- | ------ | ----- | ----- | ----- | ----- | ------ | ------ | ----- | ------ | ----- | --- | ------ |
| 2014  | PSRX                   | Citroën DS3         | POR 1 | GBR 6 | NOR 2 | FIN 10 | SUE 3 | BEL 4 | CAN 1 | FRA 1 | ALL 1  | ITA 3  | TUR 6 | ARG 1  |       | 1st | 267    |
| 2015  | SDRX                   | Citroën DS3         | POR 2 | HOC 1 | BEL 2 | GBR 1  | ALL 2 | SUE 6 | CAN 8 | NOR 7 | FRA 2  | BAR 1  | TUR 8 | ITA 3  | ARG 3 | 1st | 301    |
| 2016  | PSRX                   | Citroën DS3         | POR 1 | HOC 4 | BEL 3 | GBR 2  | NOR 4 | SUE 7 | CAN 5 | FRA 4 | BAR 10 | LET 19 | ALL 2 | ARG 11 |       | 4th | 239    |
| 2017  | PSRX Volkswagen Sweden | Volkswagen Polo GTI | BAR 4 | POR 6 | HOC 4 | BEL 3  | GBR 1 | NOR 7 | SUE 7 | CAN 2 | FRA 5  | LET 7  | GER 4 | AFS 4  |       | 3rd | 252    |

## Distinctions
- Autosport Autosport's International Rally Driver Annual Award 2003
- Sportif norvégien de l'année 2003
- Pilote norvégien de l'année Norges Bilsport Forbund (NBF) en 1999 (avec Henning), 2001, 2002 et 2003[16], et 2014[17]

## Vie privée
Depuis 2003, Petter Solberg est marié à Pernilla Walfridsson, ancienne pilote de rallye, qui gère notamment l'administration de l'équipe de Solberg en rallycross depuis 2014. Son fils, Oliver, est né le 23 septembre 2001. Né à Askim et passant son enfance à Spydeberg, il vit désormais à Torsby en Suède.

### Autres références
1. ↑  Shacki, « Petter Solberg - rally profil eWRC-results.com », sur eWRC-results.com (consulté le 11 juin 2025)
2. ↑  Annonce sur le site officiel de Petter Solberg
3. ↑  Petter Solberg avec Citroën Norvège sur autohebdo.fr, consulté le 20 janvier 2010
4. ↑  « wrc.com/news/archive/jari-matt… »(Archive.org • Wikiwix • Archive.is • Google • Que faire ?).
5. ↑  Petter Solberg en plein doute sur son avenir en WRC
6. ↑  Petter Solberg garde sa propre équipe en 2011
7. ↑  Officiel : Toute la saison pour Solberg, 10 rallyes pour Räikkönen sur AutoMoto365.com, consulté le 24 janvier 2011
8. ↑  Jacques-Armand Dupuis, « World RX – Petter Solberg décroche le titre à Franciacorta », sur autohebdo.fr, 28 septembre 2014 (consulté le 28 septembre 2014)
9. ↑  « Solberg titré », sur lequipe.fr, 28 septembre 2014 (consulté le 28 septembre 2014)
10. ↑  Basile Davoine, « Race of Champions - Kristensen et Solberg triomphent parmi les Nations », sur toilef1.com, 14 décembre 2014 (consulté le 1er mai 2015)
11. ↑  Nicolas Dubernard, « RallycrossRX: Quoi qu'il advienne, Petter Solberg défendra son titre en 2016 | Article 2016 RallycrossRX Europe Monde | Championnat d'Europe » (consulté le 20 août 2016)
12. ↑  Malheureusement, après une sortie de piste sur le circuit de Riga en Lettonie, il se casse la clavicule ainsi que la 9eme et 10eme côte et une contusion pulmonaire.
« World RX - Petter Solberg s'allie à Volkswagen », autohebdo.fr,‎ 11 janvier 2017 (lire en ligne, consulté le 1er février 2017)
13. ↑  « WRX - Lettonie 2017 : Kristoffersson titré, Solberg à l'hôpital - le blog auto », le blog auto,‎ 18 septembre 2017 (lire en ligne, consulté le 22 septembre 2017)
14. ↑  « Un Solberg héroïque en tête avant les demi-finales », sur fr.motorsport.com
15. ↑  « "Pilotes Norvégiens de l'année", de 1988 à 2013 »(Archive.org • Wikiwix • Archive.is • Google • Que faire ?).
16. ↑  Solberg ble årets bilsportutøver (10 janvier 2015).
17. 1 2  « Oliver, Pernilla et Petter Solberg », sur familledesport.com, 4 octobre 2012 (consulté le 1er mai 2015)
18. ↑  (en) « History », sur pettersolberg.com (consulté le 1er mai 2015)